# Micromandibularia rufa
Micromandibularia rufa är en skalbaggsart som beskrevs av Stefan von Breuning 1954. Micromandibularia rufa ingår i släktet Micromandibularia och familjen långhorningar. Inga underarter finns listade i Catalogue of Life.